# 西トーゴランド
西トーゴランド (にしトーゴランド 、フランス語: Togoland de l'Ouest) は、国際社会によってガーナ共和国の一部であると考えられている自称国家。
ヴォルタ州とオティ州のうちの5地域の領有権を主張している。 2020年9月25日、西トーゴランドの分離主義者がガーナ共和国からの独立を宣言した。西トーゴランドは2017年から代表なき国家民族機構（UNPO）の加盟国となっている。

## 歴史
ドイツ帝国は 1884年 にドイツ領トーゴランドを設立した。ドイツの統治下では模範植民地とみなされ、全盛期を経験。 1914 年の第一次世界大戦中、イギリスとフランスがドイツ領トーゴランドに侵攻。ドイツの敗北とベルサイユ条約の調印後、トーゴランドの西部はイギリス委任統治領の英領トーゴランドとなり、東部はフランス領トーゴランドとなった。第二次世界大戦後、イギリス領トーゴランドは国連信託統治領となり、イギリスの統治下に置かれた。 1956年のイギリス領トーゴランド地位国民投票では、西トーゴ人の58%が1957年に独立するガーナへの統合に投票した。
2017年5月9日、祖国研究グループ財団（フランス語: Fondation du Groupe d'étude de la Patrie）は西トーゴランドの独立宣言を試みたが失敗した。 2019年5月7日、ボルタ分離主義者団体であるホームランド・スタディ・グループ財団(HSGF/FGEP)の国家幹部エマニュエル・アグバボールは、同団体が民兵組織を持っていたという主張を否定した。

### 独立
2020年9月25日、離脱派はヴォルタ地域の北トング地区にあるいくつかの警察署を襲撃した後、ガーナ治安部隊がヴォルタ地域から撤退するよう要求した。ガーナからの離脱を宣言する報道声明の中で、チャールズ・コルミ・クゾルズ率いる祖国研究グループ財団はこの地域の主権を宣言した。ガーナ政府はこの宣言を「冗談」とみなして真剣に受け止めなかったが、著名な安全保障専門家アディブ・サニは政府に対し、この問題を国家安全保障上のリスクとして扱うよう促した。独立宣言後の衝突では死傷者が出ているが、ガーナ共和国は衝突が起こる前に衝突に関する情報を得ていたと主張している。ガーナ情報筋は、独立運動を主導する分離主義団体である祖国研究グループが統制下にあると主張している。しかし、分離主義者たちは武器を奪い、道路封鎖を行った。ガーナ共和国大統領は分離派との交渉を否定した。

## 人口統計
西トーゴランドには約400万人が住んでいる。西トーゴランドの言語には、英語、エウェ語、アダングメ語、アヴァタイム語、その他いくつかの言語が含まれる。主な宗教はキリスト教、イスラム教、ブードゥー教。この地域の人々の大多数はエウェ人。

## 影響
ガーナや他の国々は、この動きが望ましくない副作用を引き起こす可能性があると考えている。 WTRFは、すぐにカメルーン政府との公然たる武力紛争に発展した英語圏カメルーンの運動など、この地域の他の分離主義運動に追随する可能性がある。このリスクは、聖戦士運動の拡大などの他のリスクと組み合わされる可能性がある。

## 参考
1. ↑  “The State of Western Togoland”.   Peoples' Liberation Council of Western Togoland. 2019年10月6日閲覧。
2. ↑  “UNPO - Members”. unpo.org. 2024年8月5日閲覧。
3. ↑  “UNPO: Western Togoland”. unpo.org. 2024年8月5日閲覧。
4. ↑  “Ghana - THE COLONIAL ERA: BRITISH RULE OF THE GOLD COAST”. countrystudies.us. 2024年8月5日閲覧。
5. ↑  “We have no militia – Western Togoland independence ‘fighters’” (英語). Citinewsroom - Comprehensive News in Ghana (2019年5月7日). 2024年8月5日閲覧。
6. 1 2  “MyJoyOnline - Ghana News | Ghana's most comprehensive website. Independent, Fearless and Credible journalism” (英語). www.myjoyonline.com. 2024年8月5日閲覧。
7. 1 2  “Why Ghana must not laugh off Western Togoland secessionist movement - Security Expert reveals”. 2024年8月5日閲覧。
8. ↑  “One dead, two injured after ‘Western Togolanders’ capture of Juapong”. 2024年8月5日閲覧。
9. ↑  “Government’s intelligence claim on Volta separatist attack false – Security Analyst”. 2024年8月5日閲覧。
10. ↑  emmakd (2020年9月26日). “One dead, three injured in Volta Region secessionist disturbance” (英語). Ghana Business News. 2024年8月5日閲覧。
11. ↑  “Western Togoland declares sovereignty – DW – 09/25/2020” (英語). dw.com. 2024年8月5日閲覧。
12. ↑  “UNPO: Western Togoland”. unpo.org. 2024年8月5日閲覧。